# Паричен знак
Паричен знак (на английски: representative money) може да означава:
- право върху стока, например златен сертификат или сребърен сертификат.[1][2][3]
- всеки вид пари, които имат по-голяма материална стойност от материалната си субстанция. В този смисъл фиатните пари са вид парични знаци.[4]

В исторически план използването на парични знаци предшества използването на монети. В древните империи на Египет, Вавилон, Индия и Китай в складовете към храмовете и дворците имало практика да се издават депозитни сертификати, които са форма на парични знаци.
Според английския икономист Уилям Стенли Джевънс (William Stanley Jevons) паричните знаци се появяват, защото металните монети често се нащърбват и износват поради употреба, но фактът, че върху тях е изобразен номинал, доказва ценността им. Той отбелязва, че паричните знаци се изработват от хартия и други материали.
През 1895 икономистът Джоузеф Никълсън (Joseph Shield Nicholson) пише, че кредитната експанзия и свиване представляват всъщност експанзия и свиване на паричните знаци.
През 1934 икономистът Уилям Щайнер (William Howard Steiner) пише, че названието е използвано, за да представлява златното покритие: at one time to signify that a certain amount of bullion was stored in the Treasury while the equivalent paper in circulation.